# Länsväg N 884
Länsväg N 884 är en kortare övrig länsväg i Hylte kommun i Hallands län (Småland) som går mellan byn Käringanäs i Långaryds distrikt (Långaryds socken) och Jönköpings läns gräns nära byn. Vägen är 550 meter lång, asfalterad, har Bärighetsklass 1 och hastighetsgräns 70 km/h.
Vägen ansluter till:
- Länsväg N 882 (vid Käringanäs)
- Länsväg F 541 (vid Jönköpings läns gräns)